# Elżbieta Struwe
Elżbieta Struwe (ur. 31 maja 1953 w Nakle nad Notecią) – polska bibliotekarka, rolniczka i polityk, posłanka na Sejm PRL IX kadencji, dyrektor gimnazjum w Wąwelnie.

## Życiorys
Od 1972 do 1980 pracowała w Bibliotece Publicznej w Wąwelnie, była też dyrektorem tamtejszego gimnazjum. W 1980 uzyskała tytuł zawodowy magistra bibliotekoznawstwa i informacji naukowej na Uniwersytecie Mikołaja Kopernika w Toruniu. Prowadziła własne gospodarstwo rolne. W latach 1985–1989 pełniła mandat posłanki na Sejm PRL IX kadencji w okręgu Bydgoszcz z ramienia Polskiej Zjednoczonej Partii Robotniczej, zasiadając w Komisji Polityki Społecznej, Zdrowia i Kultury Fizycznej, Komisji Nadzwyczajnej do rozpatrzenia poselskiego projektu ustawy o konsultacjach społecznych i referendum oraz w Komisji Nadzwyczajnej do rozpatrzenia projektów ustaw o stosunku Państwa do Kościoła Katolickiego, o gwarancjach wolności sumienia i wyznania oraz o ubezpieczeniu społecznym duchownych.